# Web Open Font Format
Web Open Font Format (WOFF; укр. Відкритий Шрифтовий Формат для Вебу) — шрифтовий формат для використання у вебсторінках. Формат розроблений протягом 2009 року і перебуває у процесі стандартизації як рекомендація спеціалізованої групи Web Fonts Working Group від World Wide Web Consortium (W3C).
Слідом за схваленням WOFF з боку Mozilla Foundation, Opera Software та Microsoft 8 квітня 2010, W3C зауважив, що очікує WOFF незабаром стане "простим, взаємодіючим шрифтовим форматом", який підтримують всі браузери. W3C опублікував WOFF як working draft 27 липня 2010.

## Специфікація
WOFF по суті є обгорткою, котра містить sfnt-засновані шрифти (TrueType, OpenType або Open Font Format), стиснуті з використанням кодуючого засобу WOFF, щоб дозволити вставляти його у вебсторінки. Формат використовує компресію zlib (конкретно функцію compress2), яка зазвичай дає зменшення розміру файлу TTF на понад 40%.
Формат WOFF дозволяє додавати при компонуванні файлу з шрифтом додаткові метадані, наприклад, інформацію про авторів або визначення допустимих рамок використання шрифтів.

## Підтримка виробників
Формат був прийнятий багатьма основними шрифтовими майстернями, і був підтриманий Mozilla Firefox з версії 3.6, Google Chrome з версії 6.0, і Opera з версії 11.10. Microsoft додав повну підтримку WOFF у третю платформу preview Internet Explorer 9,, Presto підтримує WOFF від версії 2.7.81. WebKit розробка вбудовує підтримку WOFF,, і Safari має зробити це у майбутніх випусках.

## Виноски
1. ↑  Web FontFont User Guide (PDF), FSI FontShop International, 25 січня 2010, с. 9, архів оригіналу (PDF) за 15 березня 2011, процитовано 12 квітня 2011
2. 1 2 3  Kew, Jonathan; Tal Leming (Type Supply), Erik van Blokland (LettError) (23 жовтня 2009), WOFF File Format  (draft of 2009-10-23), Mozilla Foundation, архів оригіналу за 9 березня 2010, процитовано 30 січня 2010 [Архівовано 2010-03-09 у Wayback Machine.]
3. ↑  Lilley, Chris (17 березня 2010), Web Fonts Working Group Charter, W3C, архів оригіналу за 27 квітня 2018, процитовано 21 квітня 2010
4. ↑  WOFF File Format 1.0 Submission Request to W3C. Архів оригіналу за 14 травня 2011. Процитовано 12 квітня 2011.
5. ↑  Galineau, Sylvain (23 квітня 2010), Meet WOFF, The Standard Web Font Format, Microsoft, архів оригіналу за 22 травня 2011, процитовано 12 квітня 2011
6. ↑  Team Comment on "WOFF File Format 1.0" Submission. Архів оригіналу за 29 грудня 2010. Процитовано 12 квітня 2011.
7. ↑  WOFF - Now loading fonts on websites, The H, 28 липня 2010, архів оригіналу за 29 червня 2011, процитовано 12 квітня 2011
8. ↑  Buckler, Craig (17 серпня 2010), W3C Backs the WOFF WebFont Standard, SitePoint, архів оригіналу за 31 серпня 2010, процитовано 12 квітня 2011
9. ↑  Stefanov, Stoyan (20 жовтня 2009), @font-face gzipping - take II, PHPied.com, архів оригіналу за 26 квітня 2011, процитовано 30 січня 2010
10. ↑  Wardle, Tiffany (16 липня 2009), Typegirl - Most of the important foundries are supporting #webfont, tumblr, архів оригіналу за 16 листопада 2009, процитовано 5 лютого 2010
11. ↑  Shapiro, Melissa (20 жовтня 2009), Mozilla Supports Web Open Font Format, Mozilla Foundation, архів оригіналу за 16 червня 2011, процитовано 5 лютого 2010
12. ↑  Colyer, Matt (21 вересня 2010), Typekit adds Chrome 6 WOFF support, Typekit, архів оригіналу за 8 липня 2011, процитовано 12 квітня 2011
13. ↑  A first glimpse at Opera 11.10 "Barracuda", Opera Software, 17 лютого 2011, архів оригіналу за 19 лютого 2011, процитовано 17 лютого 2011
14. ↑  Hachamovitch, Dean (23 червня 2010), HTML5, Native: Third IE9 Platform Preview Available for Developers, Microsoft, архів оригіналу за 26 червня 2010, процитовано 12 квітня 2011
15. ↑  Web specifications support in Opera Presto 2.7, Opera, архів оригіналу за 13 лютого 2011, процитовано 12 квітня 2011
16. ↑  Bug 38217 - [chromium] Add WOFF support, WebKit, архів оригіналу за 29 вересня 2015, процитовано 12 квітня 2011
17. ↑  Bug 31302 - Add WOFF support for @font-face, WebKit, архів оригіналу за 27 жовтня 2015, процитовано 12 квітня 2011
18. ↑  Gilbertson, Scott (26 квітня 2010), Google Chrome to Support the Web Open Font Format, Webmonkey, архів оригіналу за 20 серпня 2010, процитовано 12 квітня 2011
19. ↑  True to type. The Economist. 19 жовтня 2010. Архів оригіналу за 12 липня 2013. Процитовано 19 жовтня 2010.